# Михалёв, Павел Филиппович
Павел Филиппович Михалёв (16 августа 1930 — 17 марта 2018) — советский и российский журналист-международник. Заслуженный работник культуры РСФСР. Председатель Федерации баскетбола СССР (1963—?).

## Биография
Родился 16 августа 1930 года в Иркутске. В 1955 году окончил Ленинградский государственный университет. Работал в «Комсомольской Правде» с 1958 по 1987 год, был собственным корреспондентом газеты в Лондоне (1972-1979 гг.). В 1987-1991 годах работал (последний год ответственным секретарём) в газете «Советская культура».  
В ноябре 1991 года был назначен заместителем Генерального директора ТАСС, где почти два десятилетия бессменно возглавлял международную службу агентства ТАСС и курировал её спортивную редакцию.  
В сентябре 2010 года в возрасте 80 лет ушел на пенсию. В феврале 2013 года был вновь приглашён на работу в ТАСС в качестве советника Генерального директора, которым проработал почти год.
Жизнь Павла Михалёва связана с баскетболом, в 1944 году начал играть за баскетбольную юношескую сборную города Ленинград, а в 1963 году стал главой Федерации баскетбола СССР, где главным достижением стала победа советской команды на Олимпийских играх 1972 года в Мюнхене.
В последние годы выдающийся российский журналист страдал от тяжелого заболевания. Вследствие неудачного падения от головокружения он получил травму, после чего был госпитализирован. Так и не придя в сознание, Павел Михалёв скончался на 88-м году жизни. Похоронен на Троекуровском кладбище в Москве.

## Награды
Награждён Орденом "За заслуги перед Отечеством" IV степени (2005 г.), Орденом Дружбы народов (1986 г.), Орденом «Знак Почёта» (1975 г.), Орденом Почёта (1999 г.), другими орденами и медалями.  